# Rue du Mont-Thabor
La rue du Mont-Thabor est une voie du 1er arrondissement de Paris, en France.

## Situation et accès
Longue de 410 mètres, elle commence 5-9, rue d’Alger et finit 7, rue de Mondovi.
Le quartier est desservi à l’ouest par les lignes 1, 8 et 12 à la station Concorde, à l’est par la ligne 1 à la station Tuileries.

## Origine du nom
Cette place a été baptisée en l'honneur de la victoire du général Bonaparte, au Mont-Thabor, actuellement en Israël, durant la campagne d'Égypte, le 8 floréal an VII (27 avril 1799) sur les Ottomans. 
Kléber, encerclé, est presque à court de munitions et sur le point de succomber quand Napoléon débouche du mont Thabor avec les 4 000 hommes de la division du général Bon, et tombe sur les arrières de l'armée turque. Les renforts forment un triangle avec les carrés de Kléber, et les Français prennent les Ottomans sous un feu croisé. La cavalerie ottomane est décimée, et l'infanterie d'Abdallah Pacha se replie en désordre. 
Napoléon et Kléber, disposent de 4 000 hommes et 16 canons contre 25 000 fantassins ottomans. Les Français perdent deux soldats et comptent 60 blessés contre 3 000 morts ou blessés et 500 prisonniers.

## Historique

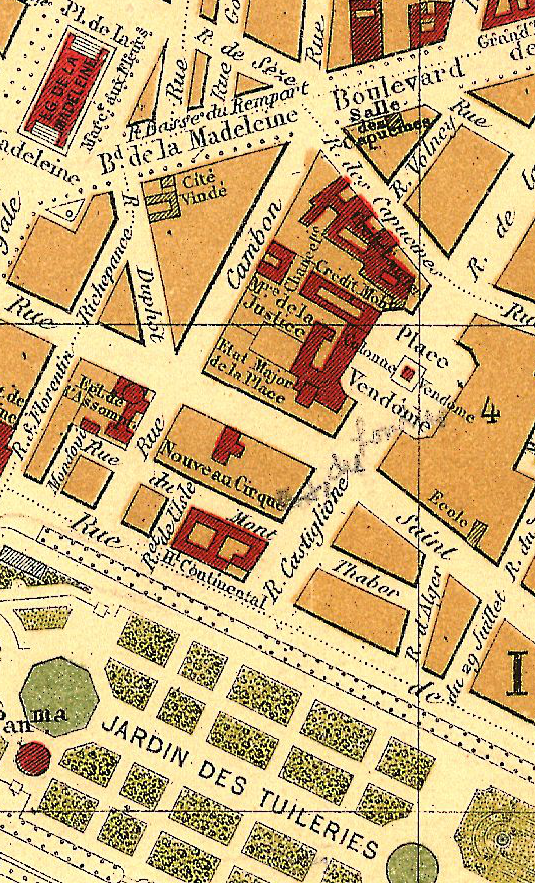
La rue du Mont-Thabor, extrait d'un plan de 1893

Cette rue, globalement orientée est-ouest et parallèle à la rue Saint-Honoré fut en partie ouverte en 1802 sur l'emplacement du couvent de l'Assomption et les deux jardins, le grand et le petit, du couvent des Capucins, où elle aboutit en formant un coude avec la rue de Mondovi. 
La prolongation de cette première partie en direction de l'est fut tracée en 1832 à travers le jardin des Feuillants et celui de l'hôtel de Noailles jusqu'à la « rue Louis-Philippe-Ier », qui reçut la même année le nom rue d'Alger qu'elle porte encore.

## Bâtiments remarquables et lieux de mémoire

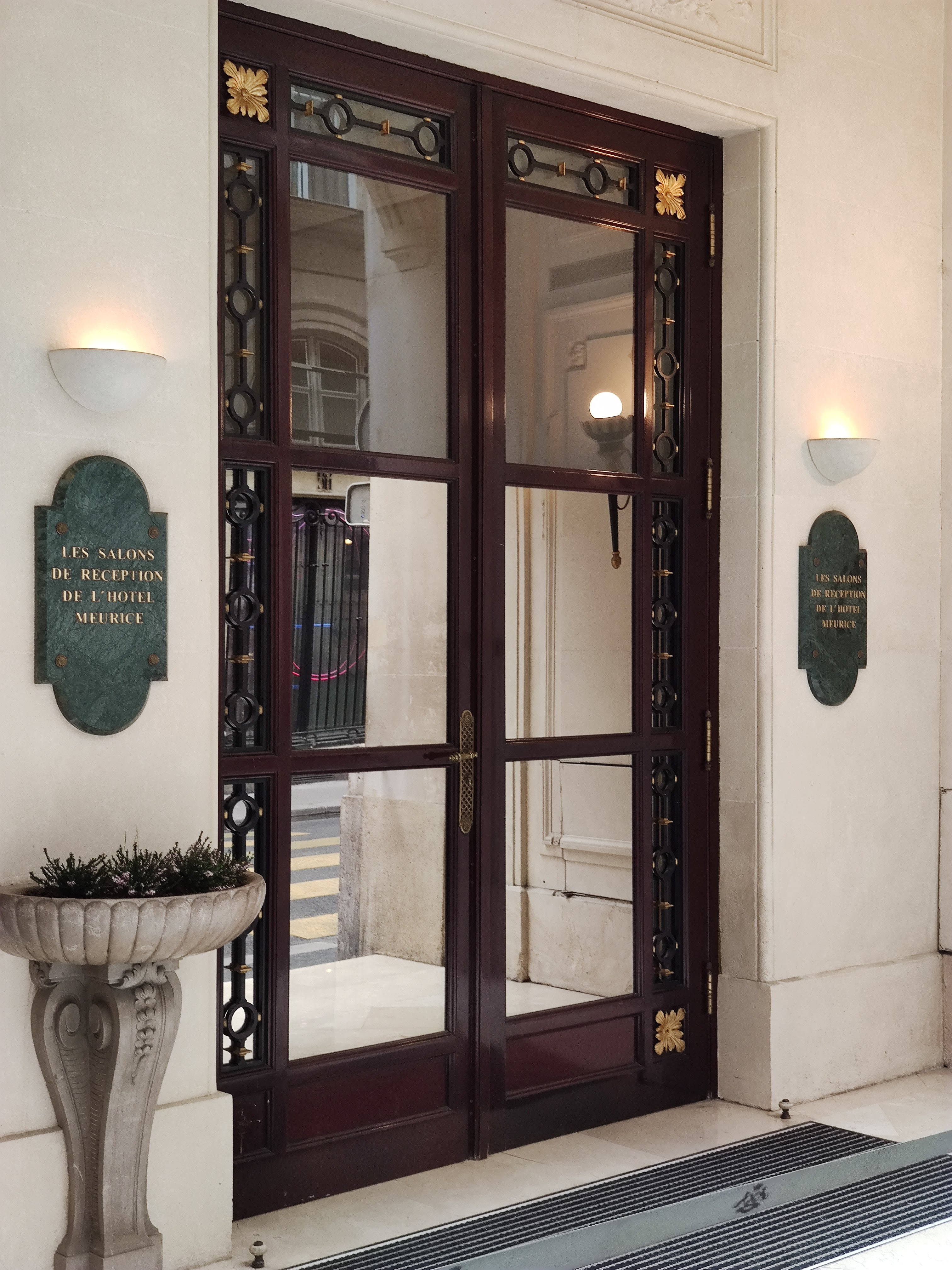
No 15 : entrée des salons de réception de l’hôtel Meurice.

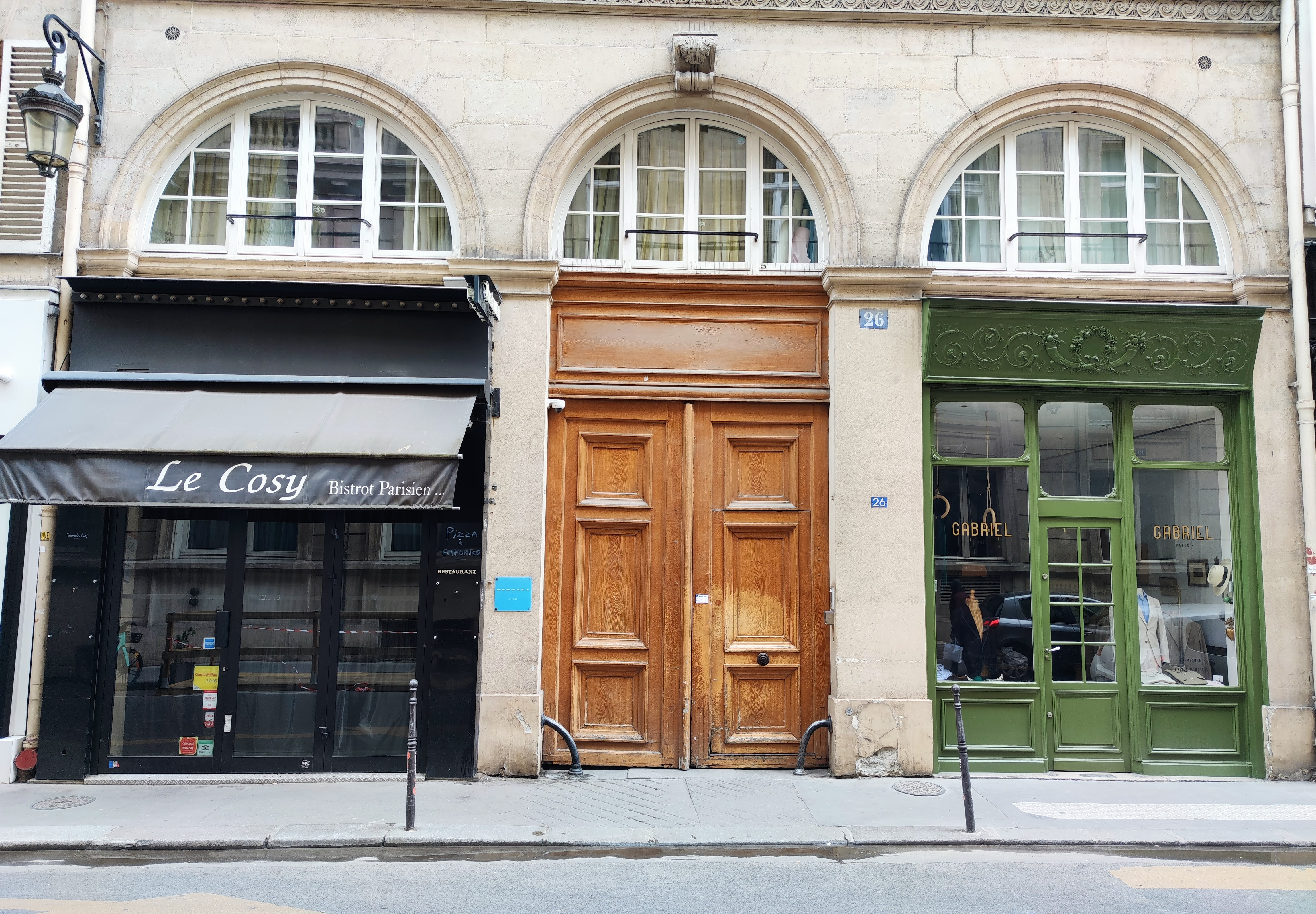
No 26.

- Rue du Mont-Thabor, rue Cambon et rue de Mondovi : emplacement de l'hôtel des gardes du corps du roi à pied.
- Sur le côté pair de la rue du Mont-Thabor se trouvait une entrée secondaire du Cirque-Olympique[3] installé de 1807 à 1816 dans l'hippodrome (1801) de la rue Saint-Honoré par la famille d'écuyers Franconi.
- No 6 : domicile et lieu de décès du poète Alfred de Musset[4] (1810-1857).
- Nos 13-15 : entrées des salons de réception de l'hôtel Meurice.

## La rue dans la fiction
- No 34 : Arsène Lupin s'y cache sous le nom de Louis Valméras[5],[6].

## Pour approfondir